# فهرست پارک‌های تبریز
برپایهٔ یک طرح آمارگیری در سال ۱۳۸۴ خورشیدی، مساحت فضای سبز این شهر در این سال بالغ بر ۸٫۵۴۸ کیلومتر مربع بوده که از این جهت سرانهٔ فضای سبز برای هر شهروند تبریزی در این سال بالغ بر ۵٫۶ متر مربع بوده‌است؛ هم‌چنین مساحت پارک‌های این شهر در این سال بالغ بر ۲٫۵۹۵ کیلومتر مربع بوده که از این جهت نیز سرانهٔ پارک‌ها برای هر شهروند تبریزی در این سال بالغ بر ۶٫۲ متر مربع بوده‌است.
شهرداری تبریز با اجرای طرح‌های متعدد توسعهٔ فضای سبز در ارتفاعات عون بن علی، ایل‌گلی، باغ‌های تاریخی شهر نظیر چای‌کنار، رواسان و لاله، پارک بزرگ تبریز، پارک کوهستان، پارک‌های محله‌ای و کاشت یک میلیون اصله درخت در سطح شهر، سرانهٔ فضای سبز تبریز را از ۸ متر مربع در سال ۱۳۸۴ خورشیدی به ۱۲ متر مربع در سال ۱۳۸۹ خورشیدی افزایش داده‌است؛ هم‌چنین برپایهٔ طرح تبریز ۹۰ قرار است در سال ۱۳۹۰ خورشیدی، این میزان سرانهٔ فضای سبز به ۱۵ متر مربع برسد.
شهر تبریز ۱۳۲ پارک -شامل ۴۵ پارک همسایه‌ای، ۵۲ پارک محله‌ای، ۲۵ پارک ناحیه‌ای، ۶ پارک منطقه‌ای و ۴ پارک شهری- را در خود جای داده‌است که از این میان می‌توان به‌موارد زیر اشاره کرد:

## آ
- آخماقیه
- آزادگان
- آنا

## ا
- ابوریحان
- ارم
- استادان
- اکبرنژاد
- البرز
- امام خمینی
- امیر
- انقلاب اسلامی
- ایل‌گلی
- ایرانسل

## ب
- باغ فجر
- باغلارباغی
- باغمیشه
- بسیج مستضعفین
- بنفشه
- بهار
- بهاران
- بیلانکوه

## پ
- پامچال
- پرواز
- پروین اعتصامی

## ت
- تبریز

## چ
- چشم‌انداز
- چشم‌انداز ۲

## ح
- حجاج
- حلاج آذری

## خ
- خاقانی

## د
- دفاع مقدس
- دکتر مبین

## ر
- رازی
- رسالت
- رشدیه
- روشن

## ز
- زیتون

## س
- ستارخان
- سهند

## ش
- شادی
- شبنم
- شقایق
- شمس تبریزی
- شهدا
- شهریار

## ص
- صدف
- صنعت
- صائب

## ط
- طوبی

## ع
- عون بن علی

## ف
- فدک
- فلاحی
- فیروز

## ق
- قائم‌مقام
- قله

## ک
- کمال
- کوثر
- کوچه‌باغ

## ل
- لاک‌دیزج
- لاله‌باغی

## م
- ماندانا
- مشروطه
- معلم
- مقبره
- مقبرةالشعرا
- منظریه
- مهر

## ن
- نور

## و
- ولی‌امر
- ولی‌عصر

## ی
- یاس